# Charles Rampelberg
Charles Rampelberg (Tourcoing, 11 d'octubre de 1909 - Perthes, 18 de març de 1982) va ser un ciclista francès que va prendre part en els Jocs Olímpics de Los Angeles de 1932.
En aquests Jocs va guanyar una medalla de bronze en la prova del quilòmetre contrarellotge, per darrere Dunc Gray i Jacobus van Egmond.

## Palmarès
- 1933
  - 1r al Gran Premi Cyclo-Sport de velocitat